# Epping Upland
Epping Upland är en by och en civil parish i Epping Forest i Essex i England. Orten har 790 invånare (2001).